# Giovanna Resta
Giovanna Resta (31 dicembre 1943) è un'ex cestista italiana.

## Carriera
Con l'Italia ha disputato due edizioni dei Campionati europei (1962, 1964).